# Абушири
Аль-Башир ибн Салим аль-Харти (араб. البشير بن سالم الحارثي‎; ок. 1840 — 15 декабря 1889), также известный под именем Буши́ри бин Салим аль-Хартхи или просто Абуши́ри — богатый торговец и плантатор-рабовладелец оманско-арабского и оромского происхождения, предводитель первого народного восстания против немецких колонизаторов в Восточной Африке. Его заслугой считается объединение местных арабских торговцев и крестьянских масс суахилиязычных африканских племен в современной Танзании против немецкого колониализма.

## Биография
Отец Абушири был этническим арабом, а его мать — из народа галла (оромо). В молодости Бушири занимался торговлей. Позже приобрёл сахарную плантацию с рабами близ города Пангани. 
В 1888 году возглавил восстание Абушири, получив поддержку как со стороны проживающих здесь арабов, так и коренных африканских племён. Способный организатор и военачальник, Абушири на первом этапе восстания смог достичь заметных успехов, изгнав силы Немецкой Восточноафриканской компании (Германского Восточноафриканского общества) не только из внутренних районов, но и из большинства городов побережья. 
Начиная с 20 сентября 1888 года восставшие под руководством Абушири атаковали удерживаемые немцами торговые посты и города по всей территории Восточной Африки. Восстание вскоре распространилось по всему побережью Танганьики от города Танга на севере до Линди и Микиндани на юге. Представители Восточноафриканской компании были изгнаны везде, за исключением Багамойо и Дар-эс-Салама. Силам Аль-Башира удалось даже взять в заложники исследователей Ганса Мейера и Оскара Баумана. 
Не сумев сдержать восстание, торговая компания обратилась за помощью к своему правительству в Берлине. Канцлер Отто фон Бисмарк направил в колонию 34-летнего лейтенанта Германа Висмана в качестве рейхскомиссара Германской Восточной Африки. Висман вместе с немецкими солдатами, а также суданскими и шангаенскими аскари составил ядро первой шуцгруппы в регионе. При помощи военно-морского флота они бомбардировали прибрежные города и укрепления, что позволило немцам повторно оккупировать их. Кроме того, военно-морской флот установил блокаду, чтобы воспрепятствовать поставкам оружия и припасов повстанцам.
К концу 1888 года большая часть союза Абушири с местными племенами рухнула, и он был вынужден нанять арабских наёмников для защиты своей цитадели в крепости недалеко от Багамойо. После того, как Абушири заключил перемирие с немцами, войска под предводительством Висмана атаковали крепость 8 мая 1889 года, в результате чего погибло 106 арабов. После поражения в сражении при Багамойо Бушири бежал в Усагара, где смог убедить членов племен мбунга продолжить восстание. Затем он смог возглавить новые нападения на Дар-эс-Салам и Багамойо. Однако превосходящая немецкая огневая мощь смогла отразить эти атаки. 
Отступив под давлением немцев вовнутрь Африки, Бушири также произвёл нападение на станцию Мпвапва, в котором был убит один немецкий чиновник. С этого момента Бушири, до тех пор считавшийся даже противниками безупречным оппонентом (он отпускал пленных или миссионеров за выкуп), стал направлять свои преследования против местных жителей, имевших какие-либо сношения с немцами: так, работавших на немцев ремесленников или служителей уродовали и отсылали затем в лагерь Висмана с отсеченными руками. 
Крупная награда, назначенная за голову Бушири, долго не достигала цели, однако со временем африканские племена покинули предводителя восстания. В итоге, раненный в битве и вынужденный бежать, Абушири попал в руки возмущённых против него старейшин народа зигуа. Схватив Абушири, он выдали его немцам. Колониальные власти приговорили его к смертной казни военно-полевым судом и публично повесили в Пангани 15 декабря 1889 года.